# Фен ле Монбар
Фен ле Монбар (фр. Fain-lès-Montbard) насеље је и општина у источном делу централне Француске у региону Бургоња, у департману Златна обала која припада префектури Монбар.
По подацима из 2011. године у општини је живело 301 становника, а густина насељености је износила 40,24 становника/km². Општина се простире на површини од 7,48 km². Налази се на средњој надморској висини од 225 метара (максималној 362 m, а минималној 213 m).

## Демографија
| 1962. | 1968. | 1975. | 1982. | 1990. | 1999. | 2011. |
| ----- | ----- | ----- | ----- | ----- | ----- | ----- |
| 115   | 130   | 184   | 364   | 341   | 299   | 301   |

График промене броја становника у току последњих година